# Anna Unger
Anna Unger (* 2. Mai 1944 als Anna Körner in Klingenthal) ist eine ehemalige deutsche Skilangläuferin.
Sie startete für den SC Dynamo Klingenthal und international für die DDR. Unger nahm an den Olympischen Spielen 1968 in Grenoble und 1972 in Sapporo teil. Bei den Weltmeisterschaften 1970 in Strebske Pleso gewann sie in der 3 × 5-km-Staffel gemeinsam mit Gabriele Haupt und Renate Fischer die Silbermedaille. Das war die erste Medaille im nordischen Skisport bei den Frauen für die DDR. Bei der Olympiade 1968 belegte sie über 5 km den 16. und über 10 km den 22. Platz. 4 Jahre später in Sapporo erreichte sie über 5 km Platz 28, über 10 km Platz 20 und mit der Staffel Platz 5. Im Jahr 1970 siegte sie bei den Svenska Skidspelen über 10 km und zusammen mit Gabriele Haupt und Karin Scheidel in der Staffel.
Bei DDR-Meisterschaften gewann sie dreimal Gold mit der Staffel und vier Einzeltitel. Von 1966 bis 1970 gewann sie bei jeder Meisterschaft über 10 km eine Medaille, in der Staffel sogar von 1965 bis 1973 (1972 wurde keine Meisterschaft in der Staffel ausgetragen), wobei sie die letzte Staffelmedaille mit dem SC Traktor Oberwiesenthal gewann.
Anna Unger war mit dem Skilangläufer Helmut Unger verheiratet, der ebenfalls an der den Olympischen Winterspielen 1968 in Grenoble teilnahm. Das Paar ist geschieden.